# Blåstjärtad kejsarduva
Blåstjärtad kejsarduva (Ducula concinna) är en fågel i familjen duvor inom ordningen duvfåglar.

## Utseende och läte
Blåstjärtad kejsarduva är en stor duva med tydligt ljusgult öga, ljusgrått på huvud och undersida, kastanjebrunt på undergumpen och grönt på rygg, vingar och ovansidan av stjärten. Ögonfärgen är unikt jämfört med liknande arter i sitt utbredningsområde. Den skiljer sig vidare från glasögonkejsarduvan genom avsaknad av "glasögon" och rött under stlärten. Bland lätena hörs "kuk", spinnande "woo-ooo", ljusare "waaa-aaa" och morrande ljud. 

## Utbredning och systematik
Blåstjärtad kejsarduva förekommer på småöar utanför Moluckerna till östra Små Sundaöarna. Den behandlas som monotypisk, det vill säga att den inte delas in i några underarter.

## Levnadssätt
Blåstjärtad kejsarduva hittas i skogsområden, skogsbryn och plantage. Där ses den i flockar i trädtopparna.

## Status
Trots det begränsade utbredningsområdet och att den tros minska i antal anses beståndet vara livskraftigt av internationella naturvårdsunionen IUCN. 